# Адмирал флота Советского Союза
Адмира́л Фло́та Сове́тского Сою́за — персональное воинское корабельное звание Военно-морского флота Вооружённых cил СССР.

## История
Введено Указом Президиума Верховного Совета СССР от 3 марта 1955 года «О воинском звании Адмирал Флота». Аналогично воинскому войсковому званию Маршал Советского Союза. Исключено из перечня воинских званий Вооружённых Сил Российской Федерации в 1993 году в связи с распадом СССР.
Персональное звание Адмирал Флота Советского Союза было присвоено трём флотским военачальникам: Н. Г. Кузнецову, И. С. Исакову и С. Г. Горшкову.
В Военно-морском флоте Российской Федерации звание, аналогичное Адмиралу Флота Советского Союза и равное Маршалу Российской Федерации, не вводилось. Высшим званием, как и до 1955 года в СССР, в ВМФ Российской Федерации является воинское корабельное звание адмирал флота.

## Знаки различия
На погонах — большая пятиконечная звезда с выходящими из-под неё лучами и чёрным якорем на красном фоне посередине и расположенный по вертикальной оси погона герб Советского Союза. Аналогичные погоны носили и адмиралы флота в 1945—1955 годах.
На рукавах — пять полос (1 широкая и 4 средних) и звезда в лавровом венке.
Особым знаком различия корабельного звания Адмирала Флота Советского Союза также являлась носившаяся на галстуке золотая с бриллиантами «Маршальская Звезда» Маршала Советского Союза.

Парадный погон
Повседневный погон
Нарукавные знаки различия
Маршальская звезда большого типа

## Список Адмиралов Флота Советского Союза
Лишенные звания Адмирала Флота Советского Союза и впоследствии восстановленные в звании
| Портрет | Имя отчество фамилия         | Годы жизни | Дата присвоения звания                                                           | Должность на момент присвоения звания                                                   | Герой |
| ------- | ---------------------------- | ---------- | -------------------------------------------------------------------------------- | --------------------------------------------------------------------------------------- | ----- |
|         | Николай Герасимович КУЗНЕЦОВ | 1904—1974  | 3 марта 1955 (лишен звания 17 февраля 1956, посмертно восстановлен 26 июля 1988) | Первый заместитель министра обороны СССР — главнокомандующий Военно-морским флотом СССР |       |
|         | Иван Степанович ИСАКОВ       | 1894—1967  | 3 марта 1955                                                                     | Заместитель министра морского флота СССР                                                |       |
|         | Сергей Георгиевич ГОРШКОВ    | 1910—1988  | 28 октября 1967                                                                  | Заместитель министра обороны СССР — главнокомандующий Военно-морским флотом СССР        |       |